# Pierre-François Tissot
Pierre-François Tissot,  född den 10 mars 1768 i Versailles, död den 7 april 1854 i Paris, var en fransk litteratör.
Tissot hänfördes av 1789 års revolutionära rörelse, men ogillade de våldsåtgärder, till vilka den ledde. Själv tjänade han revolutionens sak, om än i en mindre bemärkt ställning, tills han, liksom så många andra, anklagades för "modérantisme" och häktades (1795). Sedan han åter blivit frigiven, måste han, för att kunna försörja sig och sin familj, ägna sig åt industriell verksamhet. Efter 18 fructidor år V fick han emellertid ånyo anställning i statens tjänst, en tid inom inrikesdepartementet och därefter i finansdepartementet. 
Från den tiden sysslade han inte mer med politik, utan hängav sig åt litterära studier och författarskap. År 1810 blev han tillförordnad och 1813 ordinarie professor i romersk skaldekonst vid Collège de France. Under det bourbonska kungadömet skildes han visserligen från denna befattning (1821), men återfick den efter julirevolutionen (1830). År 1833 blev han ledamot av Franska akademien. 
Tissot utgav bland annat Souvenirs de la journée du 1:er Prairial an III (1799), Les bucoliques de Virgile (översättning på vers, 1800), Trophées des armées françaises depuis 1792 jusqu’en 1815 (1819), Études sur Virgile comparé avec tous les poètes épiques et dramatiques des anciens et des modernes (1825–30), Histoire de Napoléon (1833) och Histoire complète de la révolution française (1833–36).